# Географический объект
Географические объекты — существующие или существовавшие относительно устойчивые, характеризующиеся определенным местоположением (см. географическое положение) целостные образования Земли: материки, океаны, моря, заливы, проливы, острова, горы, реки, озера, ледники, пустыни и иные природные объекты; республики, края, области, города федерального значения, автономные области, автономные округа; города и другие поселения, районы, волости, железнодорожные станции, морские порты, аэропорты и подобные им объекты.
Различные географические объекты отделяются друг от друга географическими границами.
Группа экспертов Организации Объединенных Наций по географическим названиям определяет географическое название как название, относящееся к объекту на Земле (С.7): 
В основном, географическое название является именем собственным (особым словом, словосочетанием или выражением), постоянно употребляемым в языке для обозначения определенной местности, объекта или района на поверхности Земли, имеющего распознаваемые черты. К именованным объектам относятся:
1. населенные пункты (например, города, поселки, деревни);
2. административные единицы (например, штаты, кантоны, районы, округа);
3. природные объекты (например, реки, горы, мысы, озера, моря);
4. искусственные сооружения (например, плотины, аэропорты, дороги);

5. местности и районы с неопределенными границами, которым местные жители придают особое (нередко религиозное) значение (например, пастбища, районы рыболовства, святые места).
Группа экспертов Организации Объединенных Наций по географическим названиям отмечает (С.21): 
Именованные географические объекты могут быть сгруппированы по нескольким категориям. Наиболее очевидными категориями являются следующие:
a) естественные ландшафтные объекты;
b) населенные пункты и районы;
c) административные/политические подразделения страны;
d) административные территории (парки, заповедники, леса);
e) транспортные маршруты (улицы, автодороги, рельсовые пути);

f) прочие сооружения (здания, плотины, монументы).